# Karlovac
Karlovac je grad u Hrvatskoj, upravno središte Karlovačke županije.

## Zemljopis
Karlovac je grad u središnjoj Hrvatskoj, 56 km jugozapadno od Zagreba i 130 km sjeveroistočno od Rijeke. Smješten je na dinarskom rubu Panonske nizine, a upravo s karlovačkog područja počinje bregoviti i planinski dio prema Mediteranu.
Nalazi se na raskrižju važnih cestovnih i željezničkih pravaca iz Zagreba prema Rijeci i Splitu.
Uz mnogobrojne parkove i zelene površine, zbog čega nosi epitet "grada parkova", osobitost Karlovca su čak četiri rijeke koje prolaze kroz grad − Korana, Kupa, Dobra i Mrežnica po kojima je poznat kao grad na četiri rijeke.

## Klima
Karlovac ima umjereno kontinentalnu klimu. Ljetni mjeseci su topli s prosječnim temperaturama od 20 °C do 25 °C, dok zimski mjeseci donose hladno vrijeme s temperaturama oko 0 °C, koje mogu pasti ispod –10 °C. Grad prima oko 1000 mm oborina godišnje, ravnomjerno raspoređenih, s najviše kiše u proljeće i jesen te snijegom zimi. Rijeke Kupa, Korana, Mrežnica i Dobra značajno utječu na mikroklimu grada. Najviša maksimalna dnevna temperatura izmjerena je 5. srpnja 1950. i iznosi 42,4 °C, dok je najmanja izmjerena 16. veljače 1956. i iznosi je –25,2 °C.

## Povijest
Karlovac je relativno mlado naselje kojem se zna točan datum nastanka – 13. srpnja 1579. godine. Po naredbi Karla II. Štajerskog, osnovan je kao tvrđava radi zaštite od turskih osvajanja, u ravnici na utoku Korane u Kupu, podno stare gradine Dubovac. Franz Vaniček navodi podatak da je tvrđava izgrađena na 900 turskih lubanja. Ime je dobio po osnivaču, austrijskom nadvojvodi Karlu. Građen je po zamisli idealnog renesansnog grada u obliku šesterokrake zvijezde sa središnjim trgom i ulicama koje se sijeku pod pravim kutom.
Od osnivanja do 1693. godine grad Karlovac bio je pod vojnom upravom, a tek tada dobiva ograničenu samoupravu. Slobodnim kraljevskim gradom postaje 1776. godine.
Tijekom 18. i 19. stoljeća, ponajviše zahvaljujući procvatu trgovine i lađarstva Kupom, Karlovac je slovio za jedan od najbogatijih i najrazvijenijih hrvatskih gradova. O tome svjedoči i podatak kako su početkom 19. stoljeća upravo Karlovčani plaćali najveći porez od svih hrvatskih gradova.
U Karlovcu je Stranka prava 13. travnja 1896. osnovala svoj ogranak. Pokazala se uspješnom, jer od 1896. do 1920. godine, dala je Karlovcu četvoricu gradonačelnika (Josip Vrbanić, Ivan Banjavčić, Božidar Vinković i Gustav Modrušan). U tom je razdoblju po industriji i izdavačkoj djelatnosti Karlovac bio među najznačajnijim gradovima u Hrvatskoj.
Grad Karlovac je u početku Domovinskog rata bio gotovo okupiran grad jer je u njemu i bližoj okolici tadašnja Jugoslavenska narodna armija (JNA) imala 19 vojnih objekata s raspoređenim vojnim snagama. Pravilnom i mudrom organizacijom otpora, sve vojarne u gradu i bližoj okolici su osvojene, a vojska iseljena iz grada, no taj proces nije prošao mirno.
Najteže su trenutke grad i njegovi stanovnici proživljavali od sredine listopada 1991. do siječnja 1992. godine, kada su svakodnevno bili izloženi granatiranju. Osobito težak trodnevni napad s pokušajem osvajanja grada bio je 4. listopada, a grad je opet bio u velikoj neizvjesnosti kad je neprijateljska JNA uz pomoć pobunjenih Srba izvukla teško oružje i mehanizaciju iz vojarne u Logorištu. U razdoblju do siječnja 1992. poginulo je 255 ljudi, dok je više od tisuću ranjeno.
Žestoki napadi uslijedili su i u svibnju 1992., u srpnju i rujnu 1993., te u svibnju i kolovozu 1995. godine. Grad i okolica definitivno su oslobođeni 7. kolovoza 1995. godine.

## Stanovništvo
Područje Grada Karlovca ima 49.377 stanovnika, od kojih na užem gradskom području živi njih 41.869 (popis 2021.). U sastavu stanovništva prema narodnosti 88,21 % je Hrvata, a najbrojnija nacionalna manjina su Srbi s 8,01 %. Po brojnosti zatim slijede Bošnjaci s 0,45 % i Albanci s 0,43 %. Do novog teritorijalnog ustrojstva Hrvatske, postojala je bivša velika općina Karlovac, koja je imala sljedeći etnički sastav:
| godina popisa | ukupno | Hrvati           | Srbi             | Jugoslaveni    | ostali        |
| ------------- | ------ | ---------------- | ---------------- | -------------- | ------------- |
| 1991.         | 81.319 | 51.880 (63,79 %) | 21.732 (26,72 %) | 2764 (3,39 %)  | 4943 (6,07 %) |
| 1981.         | 78.363 | 48.129 (61,41 %) | 18.181 (23,20 %) | 9768 (12,46 %) | 2285 (2,91 %) |
| 1971.         | 73.863 | 50.064 (67,77 %) | 19.671 (26,63 %) | 1833 (2,48 %)  | 2295 (3,10 %) |

### Karlovac (naseljeno mjesto)
- 2011. – 46.833
- 2001. – 49.082
- 1991. – 59.999 (Hrvati – 38.533, Srbi – 14.529, Jugoslaveni – 2583, ostali – 4354)
- 1981. – 55.031 (Hrvati – 33.931, Srbi – 10.250, Jugoslaveni – 8805, ostali – 2045)
- 1971. – 47.543 (Hrvati – 34.020, Srbi – 9681, Jugoslaveni – 1707, ostali – 2135)

Stara općina karlovačka imala je 1880. 5824 žitelja, 1890. – 5559, a 1900. 5991 žitelja. Karlovcu su 1902. pridružene Švarčanska i Banijanska upravna općina.
| Upravna općina   | 1880.  | 1890.  | 1900.  | 1910.  |
| ---------------- | ------ | ------ | ------ | ------ |
| Karlovac (novi)  | –      | –      | –      | 14.992 |
| Banija           | 2887   | 3191   | 3595   | –      |
| Švarča           | 3175   | 3717   | 3868   | –      |
| Karlovac (stari) | 5824   | 5559   | 5991   | –      |
| Svega            | 11.886 | 12.467 | 13.454 | 14.992 |
| Vojno žiteljstvo | 7      | 1678   | 1487   | 1120   |
| Sveukupno        | 11.893 | 14.145 | 14.941 | 16.112 |

Izvor
- CD rom: "Naselja i stanovništvo RH od 1857-2001. godine", Izdanje Državnog zavoda za statistiku Republike Hrvatske, Zagreb, 2005.

| broj stanovnika | 24865 | 26964 | 26947 | 30339 | 32608 | 34713 | 35171 | 41120 | 44974 | 50342 | 58013 | 63887 | 69622 | 73426 | 59395 | 55705 | 49377 |
|                 | 1857. | 1869. | 1880. | 1890. | 1900. | 1910. | 1921. | 1931. | 1948. | 1953. | 1961. | 1971. | 1981. | 1991. | 2001. | 2011. | 2021. |

| broj stanovnika | 9968  | 11175 | 12198 | 12912 | 15442 | 16667 | 17448 | 21877 | 26690 | 31842 | 40180 | 47543 | 55031 | 59999 | 49082 | 46833 | 41869 |
|                 | 1857. | 1869. | 1880. | 1890. | 1900. | 1910. | 1921. | 1931. | 1948. | 1953. | 1961. | 1971. | 1981. | 1991. | 2001. | 2011. | 2021. |

## Uprava

### Gradska naselja
Grad Karlovac se sastoji od 52 naselja, to su:
- Banski Kovačevac, 90 stan.
- Banski Moravci, 37 stan.
- Blatnica Pokupska, 32 stan.
- Brezova Glava, 142 stan.
- Brežani, 107 stan.
- Brođani, 38 stan.
- Cerovac Vukmanićki, 787 stan.
- Donja Trebinja, 10 stan.
- Donje Mekušje, 193 stan.
- Donji Sjeničak, 52 stan.
- Gornja Trebinja, 145 stan.
- Gornje Stative, 393 stan.
- Gornji Sjeničak, 79 stan.
- Goršćaki, 121 stan.
- Husje, 153 stan.
- Ivančići Pokupski, 11 stan.
- Ivanković Selo, 3 stan.
- Ivošević Selo, 4 stan.
- Kablar, 82 stan.
- Karasi, 54 stan.
- Karlovac, 41.869 stan.
- Klipino Brdo, 6 stan.
- Kljaić Brdo, 13 stan.
- Knez Gorica, 106 stan.
- Kobilić Pokupski, 35 stan.
- Konjkovsko, 6 stan.
- Koritinja, 82 stan.
- Ladvenjak, 402 stan.
- Lipje, 39 stan.
- Luka Pokupska, 328 stan.
- Mahićno, 456 stan.
- Manjerovići, 8 stan.
- Okić, 43 stan.
- Popović Brdo, 200 stan.
- Priselci, 95 stan.
- Rečica, 489 stan.
- Ribari, 77 stan.
- Skakavac, 227 stan.
- Slunjska Selnica, 65 stan.
- Slunjski Moravci, 55 stan.
- Šebreki, nenaseljeno
- Šišljavić, 358 stan.
- Tušilović, 532 stan.
- Tuškani, 239 stan.
- Udbinja, 41 stan.
- Utinja, 5 stan.
- Vodostaj, 298 stan.
- Vukmanić, 194 stan.
- Vukoder, 88 stan.
- Zadobarje, 315 stan.
- Zagraj, 59 stan.
- Zamršje, 144 stan.

### Gradske četvrti i mjesni odbori
Na području Grada Karlovca je osnovano 12 gradskih četvrti i 26 mjesnih odbora.
Gradske četvrti su:
- Banija
- Drežnik-Hrnetić
- Dubovac
- Gaza
- Grabrik
- Luščić-Jamadol
- Mostanje
- Novi centar
- Rakovac
- Švarča
- Turanj
- Zvijezda

Mjesni odbori su:
- Popović Brdo
- Borlin
- Cerovac Vukmanićki
- Donje Pokupje
- Gornje Mekušje
- Gornje Stative
- Gradac
- Kablar
- Kamensko
- Knez Gorica
- Ladvenjak-Selišće
- Logorište
- Mahično-Tuškani
- Mala Jelsa
- Mala Švarča
- Orlovac
- Pokupska dolina
- Rečica
- Sjeničak-Utinja
- Skakavac
- Šišljavić
- Tušilović
- Velika Jelsa
- Vukmanić
- Zadobarje
- Zagrad – Kalvarija – Vučjak

### Obilježja
Službena obilježja grada Karlovca su grb, zastava, povijesni pečat i lanac gradonačelnika.
Zastava grada Karlovca je modro zelene boje, a na njenoj sredini, na obje strane, nalazi se povijesni grb grada Karlovca. Omjer širine i dužine zastave je 1 : 2.
Gradski lanac ili gradonačelnički lanac ustanovljen je prvim Statutom grada Karlovca nakon demokratskih promjena 1990. godine. Lanac se sastoji se od 23 male i jedne velike kovinske pločice u obliku šesterokrake zvijezde. U središnjem dijelu malih pločica nalaze se okrugli emajlirani medaljoni koji sadrže motive s grba grada kao što su hrvatski šahirani grb, utvrđeni grad, sunce, mjesec, prekrižena sidra, štit s inicijalima cara Josipa II i pučka kruna. Na središnjoj velikoj kovinskoj pločici nalazi se emajliran, hrastovim vijencem obrubljen, povijesni grb grada Karlovca. Na naličju ove kovinske pločice urezane su riječi: Grad Karlovac A. D. 1579.
Lanac je prvi puta nošen 13. srpnja 1994. godine na svečanoj sjednici gradskog vijeća. Tada ga je nosio gradonačelnik Ivan Benić.
Idejno rješenje za lanac napravio je karlovački grafičar Zoran Živković, a izradila ga je IKOM kovnica.
Logo grada Karlovca "„Karlovac – Grad susreta“ predstavlja objedinjavanje Karlovačke Zvijezde zajedno s povijesnom komponentom i geopolitičkim položajem grada, gospodarstvom s razvojnim potencijalima i bogatim kulturnim naslijeđem, a sve u cilju poticanja turista na upoznavanje ljepota grada Karlovca. Logotip simbolizira oblik građenja povijesne gradske jezgre u obliku šesto krake zvijezde. 

## Gospodarstvo
Karlovac je od davnina poznat kao trgovački grad. Razvoj trgovine omogućio je povoljan prometni i geografski položaj, ali i potreba, jer je grad u biti bio velika vojarna tadašnje Vojne krajine.
Pravi razvoj gospodarstva slijedi osnivanjem nove Jugoslavije, nakon 2. svjetskog rata, kada se u gradu i okolici osnivaju brojne tvornice i industrijska postrojenja. Najvažnije su svakako "Karlovačka industrija mlijeka" (KIM), "Tvornica obuće Josip Kraš", "Žitoproizvod", Jugoturbina, te stara i slavna "Karlovačka pivovara".
Najznačajnije gospodarske djelatnosti po ukupnim prihodima i koje ostvaruju preko 70 % ukupnih prihoda gospodarstva grada Karlovca su: prehrambena industrija, proizvodnja metalnih proizvoda, proizvodnja pića, proizvodnja strojeva i uređaja. U prvih deset rangiranih djelatnosti po ukupnim prihodima nalaze se i proizvodnja ostalih nemetalnih mineralnih sirovina, prijevoz te tiskanje i umnožavanje.
Najprepoznatljivija pod područja djelatnosti i tvrtke u Gradu Karlovcu su:
Þ     proizvodnja hrane i pića: PPK Karlovačka mesna industrija d.d., Heineken Hrvatska d.o.o., KIM Mljekara Karlovac d.o.o., Žitoproizvod d.d.
Þ     proizvodnja metala i gotovih metalnih proizvoda: HS Produkt d.o.o., Kordun grupa, Žeče Novi d.o.o., Energoremont d. d.
Þ     proizvodnja strojeva i uređaja: General Electric d.o.o., Tvornica turbina d.o.o., Adriadiesel d.d., Croatia Pumpe Nova d.o.o., AB Montaža d.o.o.
Þ     proizvodnja proizvoda od gume i plastike: DS Smith Plastics Karlovac d.o.o., Strijelac d.o.o.
Þ     proizvodnja tekstila i tekstilnih proizvoda: Kelteks d.o.o., IV ER KVC d.o.o., Rosanna d.o.o.
Þ     tiskanje i umnožavanje snimljenih zapisa: Lana – Karlovačka tiskara d.d., Tiskara Pečarić – Radočaj d.o.o.
Þ     proizvodnja ostalih mineralnih nemetalnih proizvoda:Wienerberger Ilovac d.o.o.
Þ     prerada drva i proizvoda od drva: Proizvodnja drvenih stupova d.o.o.
Prioriteti gospodarskog razvoja temelje se na snažnom industrijskom i izvozno orijentiranom gospodarstvu, izvanrednom prometnom položaju te komparativnim prednostima. Brojne prirodne ljepote i kulturne znamenitosti predstavljaju veliki potencijal za razvoj kontinentalnog turizma. Isto tako, postoji potencijal za daljnji razvoj metaloprerađivačke i tekstilne industrije, ali i potencijal za suradnju velikih i malih poduzetnika sa znanstveno-istraživačkim institucijama, u cilju razvoja i komercijalizacije inovativnih proizvoda.
Najvažniji poslovni subjekti u gradu Karlovcu su 6 velikih poduzetnika. To su: PPK d.d.; HS Produkt d.o.o.; HEINEKEN Hrvatska d.o.o.; Kim d.o.o.; General Electric Hrvatska d.o.o. i Lana – Karlovačka tiskara d.d. Najveću dobit ostvaruju HS Produkt te PPK. Šest velikih poduzetnika ukupno zapošljava preko 3000 radnika, što je oko 30 % svih zaposlenih u gradu Karlovcu.
Grad Karlovac se brendira kao “grad susreta”, mjesto susreta četiri rijeke, najvažnijih prometnih pravaca u Hrvatskoj te kao grad temeljen na visokim gospodarskim I društvenim vrijednostima.  
Resornu osnovu za razvoj turizma predstavljaju spomenici kulture nacionalnog značaja (povijesno urbanistička cjelina Zvijezda, Stari Grad Dubovac, crkva Majke Božje Snježne, pavlinski samostan u Kamenskom, vojni kompleks Turanj, galerija Vjekoslav Karas, Zilik i Ulak, Gradski muzej Karlovac, Muzej Domovinskog rata, slatkovodni akvarij Aquatika, Nikola Tesla Experience Center, Kino Edison i mnoge druge atrakcije. 
U gradu Karlovcu razvijena je hidrografska mreža i postoji velik broj rijeka, rječica i potoka. Rijeke Korana, Kupa, Dobra i Mrežnica koje se odlikuju jedinstvenim karakteristikama te je svaka posebna na svoj način. Posebno se može istaknuti potencijal gradskog kupališta na rijeci Korani, gdje je uređeno Foginovo kupalište registrirano kao prvo riječno kupalište u Hrvatskoj. U neposrednoj blizini grada, u naselju Rečica udaljenom 8 km sjeveroistočno od Karlovca, nalazi se izvorište geotermalne vode. 
Od ukupne administrativne površine grada Karlovca 34,05 % su površine pod šumama. Šume kao prirodni resurs uglavnom se promatraju u smislu proizvodnje drva kao sirovine u industrijskoj proizvodnji, no ne smije se zanemariti niti uloga šuma u ostalim gospodarskim djelatnostima kao što su lovstvo i turizam te uloga šuma u održanju ekoloških sustava, a naročito u domeni pročišćavanja zraka i utjecaja na vode. 
Na području grada Karlovca nalazi se 11 lovišta čije površine prelaze administrativne granice grada i imaju ukupno 49.187 ha. Glavne vrste divljači u ovim lovištima su srna, obični zec, divlja svinja, fazan-gnjetao, divlja patka i trčka skvržulja. Osim divljači, za lov su značajni i lovački objekti te je evidentirano 6 lovačkih kuća ili domova. Na području grada Karlovca nalazi se i novopodignuto uzgajalište divljači. Fazanerija „Dajnica“.
Ribolovna područja karlovačke regije čine dionica rijeke Korane od Malića do Karlovca, dionica rijeke Dobre od Bukovja do Gornjeg Pokupja i dionica rijeke Kupe od Gornjeg Pokupja pa sve do Pisarovine, jezero Šumbar i draganićki Ribnjaci. Grad je bogat zelenim površinama, parkovima i šetnicama. Na ruralnim prostorima nalazi se i 14 područja u ekološkoj mreži NATURA 2000, koja obuhvaća i 12 rijetkih i ugroženih staništa. Na ruralnim područjima grada nalazi se i 13 zaštićenih kulturno-povijesnih i 2 arheološka lokaliteta te 94 evidentirana kulturna dobra koja još čekaju detaljnu valorizaciju i zaštitu.
Grad Karlovac ima niz događanja i lokacija koji povećavaju stupanj atraktivnosti Grada te obogaćuju sadržaj boravka i stvaraju mogućnost veće potrošnje turista. 
Atrakcijska struktura turizma grada Karlovca
| 1 | Stari grad Dubovac                        | · Atraktivan pogled · Kvaliteta restorana · Besplatan parking                      |
| 2 | Muzej Domovinskog rata                    | · Zanimljiv prikaz izložaka iz Domovinskog rata                                    |
| 3 | Aquatika                                  | · Proširenje turističke ponude · Atraktivan vanjski izgled · Jedinstvena atrakcija |
| 4 | Gradski muzej Karlovac                    | · Brošure na stranim jezicima · Aktivnost za kišne dane                            |
| 5 | Vrbanićev perivoj                         | · Odlično uređe i čist · Mnoštvo ptica                                             |
| 6 | Foginovo kupalište                        | · Dodatna aktivnost u ljetnim mjesecima                                            |
| 7 | Karlovačka zvijezda                       | · Lak pristup · Ugostiteljski objekti · Nema gužve                                 |
| 8 | Drveni most u Karlovcu                    | · Iznimna scenografija i sklad s prirodom · Tišina · Nema gužve                    |
| 9 | Franjevački samostan i crkva sv. Trojstva | · Izgled građevine · povijest                                                      |

Izvor: Tripadvisor.com

## Obrazovanje, kultura i sport
Osim kontinuirane brige za proširenje usluge Predškolskog odgoja, u gradu Karlovcu odgojno obrazovni rad pruža 10 osnovnih škola i Centar za odgoj i obrazovanje djece i mladeži Karlovac, i pet područnih škola.

### Osnovne škole
- Osnovna škola Banija
- Osnovna škola "Braća Seljan"
- Osnovna škola Dragojle Jarnević
- Osnovna škola Dubovac
- Osnovna škola Grabrik
- Osnovna škola Mahično
- Osnovna škola Rečica
- Osnovna škola Švarča
- Osnovna škola Turanj
- Osnovna škola Krnjak-Katarina Zrinski
- Osnovna škola Skakavac

### Srednje škole
- Ekonomsko-turistička škola Karlovac
- Gimnazija Karlovac[14] Osim obrazovne funkcije, Gimnazija Karlovac (hrvatski: Gimnazija Karlovac), srednja je škola (gimnazija) koja je osnovana pod pokroviteljstvom Marije Terezije iz Austrije 1766. godine i ima vrlo važnu ulogu i u kulturnom životu Karlovca; pod poznatim bivšim studentima ove škole izumitelj, inženjer elektrotehnike i strojarstva Nikola Tesla, pohađao je školu od 1870. do 1873. godine, a zanimanje za električnu energiju pripisuje onome što je naučio u Karlovcu.
- Glazbena škola Karlovac[15] Glazbena Škola Karlovac jedna je od najstarijih glazbeno-edukativnih institucija u ovom dijelu Europe (osnovana 1.prosinca 1804. godine), domaćin je Karlovac Piano Festivala.[16] Karlovac Piano Festival datira is 2013. godine, a sadržava stručne satove s renomiranim klavirskim pedagozima te Internacionalno Klavirsko Natjecanje.[17]

- Medicinska škola Karlovac[18]
- Mješovita industrijsko-obrtnička škola Karlovac[19]
- Prirodoslovna škola Karlovac[20]
- Šumarska i drvodjeljska škola Karlovac[21]
- Tehnička škola Karlovac
- Trgovačko-ugostiteljska škola Karlovac[22]

### Visokoškolske ustanove
- Veleučilište u Karlovcu je jedina visokoškolska ustanova na području Karlovačke županije i od akademske godine 2008/09. visoko obrazovanje u Karlovačkoj županiji provodi i Ekonomski fakultet Sveučilišta dislocirani preddiplomski sveučilišni studij poslovna ekonomija, smjer Poduzetništvo. Veleučiliste je nositelj nekoliko važnih projekata[23] sa EU sufinanciranjem od Osnivanje Centra mehatronike Karlovac do AgriNext - Inkubator poljoprivredne i ruralne izvrsnosti i platforma za razmjenu kompetencija
- kampus međunarodnog sveučilišta Alma Mater Europaea

## Kultura
Karlovac je u prošlosti bio poznat i kao jedan od kulturno najrodoljubivijih gradova u Hrvatskoj, o čemu svjedoče najstarija hrvatska glazbena škola, Prvo hrvatsko pjevačko društvo Zora, te jedna od najstarijih hrvatskih čitaonica.
Među spomenicima kulture nacionalnog značaja istaknutu važnost u Karlovcu ima povijesna urbanistička cjelina Zvijezda, odnosno uža povijesna gradska jezgra, unutar koje se nalazi veći broj očuvanih građevina. Valja spomenuti i stari grad Dubovac koji se nalazi u blizini nacionalnog svetišta sv. Josipa koje posjeduje bogatu sakralnu zbirku, kao i Vojni kompleks Turanj, galerije, Gradski muzej i Muzej franjevačkog samostana te Muzej domovinskog rata na Turnju…
Grad sve više pažnje posvećuje manifestaciji "Karlovački dani piva" poznata kao „peta rijeka Karlovca“ koja se održava krajem kolovoza svake godine. Sve više pažnje dobivaju manifestacije kao što su ivanjski krijesovi (24. lipnja), Proljetne promenade, Karlovačka Gastro priča te Advent u Karlovcu, Zvjezdano ljeto, Međunarodni festival folklora Karlovac, Four River Film Festival, Hrvatska flautistička akademija – i mnoge druge sa kojima upotpunjava kulturnu ponudu grada.
Grad Karlovac ima niz događanja koji povećavaju stupanj atraktivnosti Grada te obogaćuju sadržaj boravka i stvaraju mogućnost veće potrošnje turista. Najpoznatija događanja su: Dani piva, Zvjezdano ljeto, Advent, Ivanjski krijes, Josipovo, Okusi svijeta, Međunarodni festival folklora, Karlovački cener
U gradu je izrazito aktivan kulturni amaterizam na području tradicijske kulture i očuvanja nematerijalne kulturne baštine organiziran kroz Zajednicu organizacija amaterskih kulturnih djelatnosti grada Karlovca, osnovanu davne 1948. godine, koja ima brojne članice:
KUD REČICA , KUD TURANJ, KUD MOSTANJE, KUD „Sv. ANA- VUČJAK“, Centar kulture MAHIČNO,KUD “Sv. Margareta“ V. JELSA, KUD ZADOBARJE, KUD “Sv. Antun“ Pokupska dolina, KUD “Sv. Antun“ ZADOBARJE, KUD STATIVE, KUD “Sv. Rok“ BREŽANI, KUD Župe “Sv. Rok“ SKAKAVAC, HKUD “Sv. Ante-Herceg Bosna“ Tušilović, FA “I. Mažuranić“, UO LEPEZA, ULAK, Vokalna grupa “Karlovčanke“, Karlovački vokalni oktet, Folklorna družina „VUGA“, Klapa “Furešti“, Klapa „CAROLO“, Chorus Carolostadien, Mješoviti pjevački zbor umirovljenika „Vid Rukavina“ ,  Matica umirovljenika Karlovca, Dječji zbor „CICIBANI“, Centar za ples. i izvedb. umjenost “FREE DANCE“ , STUDIO DVADESETTRI, Karlovačke mažoretkinje, Udruga karlovačkih bubnjara Carolosboom.
Među najposjećene kulturne atrakcije grada su:
1. Aquatika- jedini potpuni slatkovodni akvarij u Hrvatskoj, Aquatika – Freshwater aquarium
2. Muzej Domovinskog rata
3. Žitnja lađa po rijeci Kupi
4. Novo  uređena atrakcija  otvorena u svibnju 2023. i vrlo posjećena je  Nikola Tesla Experience Centar (NTEC),   Interpretacijsko-motivacijski centar inspiriran prema životu i djelu svjetskog poznatog izumitelja.

----

Karlovačka građanska Garda je jedna od naj istaknutih institucija, garda je povijesno protokolarna postrojba grada Karlovca koja promiče vojnu i povijesnu tradiciju te kulturnu baštinu grada Karlovca i Karlovačke županije osnovana 1765/66. godini.

Glavne kulturne ustanove u Karlovcu su:
- Gradsko kazalište Zorin dom

Središnja kulturna institucija u gradu danas je Gradsko kazalište Zorin dom, s bogatim dramskim, glazbenim i likovnim programom tijekom godine, ujedno domaćin 'Croatia Flute Academy' vodećeg ljetnog masterclassa iz klasične flaute u Europi
- Gradski muzej Karlovac

U sklopu Gradskog muzeja Karlovac djeluju prirodoslovni, arheološki, etnološki, kulturno-povijesni i povijesni odjel, te Galerija Vjekoslav Karas, Branič kula Starog grada Dubovca, Muzej Domovisnkog rata i Spomen-zbirka obitelji Ribar u Vukmaniću.
- Gradska knjižnica Ivan Goran Kovačić

Pri Gradskoj knjižnici Ivan Goran Kovačić djeluje i Središnja knjižnica Slovenaca u Hrvatskoj.
- Nacionalno svetište sv. Josipa

Nacionalno svetište sv. Josipa nalazi se na Dubovcu, podno istoimenog starog grada iz 13. stoljeća. Svetište su hrvatski biskupi proglasili Nacionalnim svetištem svetog Josipa Crkve u Hrvata, 15. travnja 1987. godine.

U Karlovcu je sjedište Gornjokarlovačke eparhije Srpske pravoslavne crkve.
Aktivna je i islamska vjerska zajednica.

- Kino Edison

kao multimedijski centar koji spaja kulturnu baštinu, audiovizualnu i scensku umjetnost te modernu tehnologiju. Raspolaže s dvije dvorane (202 i 42 mjesta), multifunkcionalnim prostorom, izložbenim prostorom te edukacijskim audiovizualnim studijem.

## Spomenici i znamenitosti
- Franjevački samostan i crkva Presvetog Trojstva
- Nacionalno svetilište Svetog Josipa
- Pavlinski samostan u Kamenskom
- Pravoslavna Saborna crkva Svetog Nikole
- Crkva sv. Ćirila i Metoda (1910. – 1950.)
- Zvijezda-povijesni centar Karlovca
- Školska športska dvorana Mladost, zaštićeni spomenik arhitekture[26]
- Vrbanićev perivoj.[4]
- Karlovačko kulturno dobro je Žitna kuća,[27] arhitektonski spomenik kratkog razdoblja francuske vladavine u Karlovcu.

## Šport
Povijest
Grad Karlovac je kroz povijest do današnjih dana bio grad sporta, sportaša i sportašica. Teško bi bilo izdvojiti neko ime ili klub, jer velikih i važnih uspjeha je bilo mnogo i u to u brojnim sportovima.
Začetci organiziranog djelovanja kroz udruženje sežu u godinu 1937. kada je 11. lipnja osnovana Zajednica športskih društava koja je preteča današnje Karlovačke športske zajednice koja je imenovana 12. siječnja 1998. godine i kroz koju je danas u gradu organizirana sportska djelatnost.
Iako veličinom relativno malen, Karlovac je uvijek slovio za izrazito športski grad, te je bio domaćin/suorganizator iznimno velikih međunarodnih športskih događaja:
- Svjetsko prvenstvo u košarci 1970. godine.
- Europsko prvenstvo u košarci 1975. godine.
- univerzijada 1987. godine
- Svjetsko prvenstvo u rukometu za žene – Hrvatska 2003.

U razdoblju između 1959. i 1974. godine, Karlovac je bio poznat i kao "grad košarke". U gradu je lipnja 1964. gostovala i odabrana selekcija NBA lige, s tadašnjim velikim zvijezdama poput Billa Russella, Oscara Robertsona, Boba Cousyja, Jerryja Lucasa i dr. Nastupili su kao momčad svih zvijezda ("All stars"), a igrali su protiv hrvatske košarkaške reprezentacije, pobijedivši 110:65 (50:31).
1971. je košarkaški klub Karlovac 67 u juniorskoj konkurenciji 1971. bio prvakom Hrvatske, igrajući u sastavu: Bjelivuk, Šulentić, Češković, Vukašinović, Ilić, Štahan, Lovrić, Medek, Bašović, Kosovac i Čačić, trener Ivica Peris.
Prvi međunarodni šahovski turnir na Balkanu i u Hrvatskoj (neovisno o današnjem teritoriju) organizirao je Izidor Gross 1912. godine u Karlovcu.
Popis svih registriranih sportskih klubova možete ovdje naći: Karlovački športski klubovi
Karlovačke športske manifestacije

##### Športski događaji
·        Europski kup Karlovac Open –  kickboxing – KBK Tigar
·        Međunarodni taekwondo turnir Karlovac open – TKD Karlovac
·        Međunarodni karate turnir Karlovac open – KK Karlovac 1969
·        Team cup Karlovac – TKD Banija Pandas
·        Tradicionalni mačevalački turnir – MK Karlovac
·        Seniorsko prvenstvo Hrvatske – TKD Prana
·        Međunarodni atletski miting Karlovac 2022. – AK Karlovac
·        Prvenstvo Hrvatske za mlađe juniore – atletika – AK Karlovac
·        Prvenstvo Hrvatske za seniore i seniorke – atletika – AK Karlovac
·        Karlovački cener – AK Maraton 2000 dobila IAAF status "Bronze Label" čime je postala prva utrka u Hrvatskoj s "Label" statusom.
·        Otvoreno prvenstvo države u super mini i mini rukometu – RK Š.R. Karlovac
·        Karlovački festival sportske rekreacije – Karlovački savez sportske rekreacije
·        Karlovačka Veslačka regata – VK Korana
·        Prvenstvo Hrvatske 3x3 – košarka – KK KA Baseketball
·        Tradicionalni nogometni turnir u spomen na poginule branitelje – NK Korana
·        Memorijalni pionirski turnir „Marijan Milčić“ – NK Mostanje
·        Inline turnir „Karlovac 2022“ – IHK Karlovac
·        Tenisko ljeto u Karlovcu – TK Karlovac
·        Međunarodni nogometni klub U – 16 Brani Čavlović – Čavlek – NK Karlovac 1919
·        Međunarodna atletska utraka Crtom bojišnice – AK KA TIM
·        Karlovac open – Izidor Gross – Karlovački šahovski klub
·        Amaterska hakl liga – KK Šanac
·        Tradicionalni nogometni turnir mladeži Drago Stojković – Jole – NK Ilovac
·        Memorijalni turnir Nebojša Parežanin Pržo – RK Dubovac – Gaza
- Karlovačka veslačka regata, održava se od 1954. godine
- Karlovački cener, utrka koja se odvija u povijesnoj gradskoj jezgri – Zvijezdi. 2020. dobila IAAF status "Bronze Label" čime je postala prva utrka u Hrvatskoj s "Label" statusom.[33]
- Zimski malonogometni turnir Karlovac, održava se od 1970. godine

## Gradovi prijatelji
Karlovac ima uspostavljenu prijateljsku suradnju sa sljedećim gradovima:
- Alessandria, Italija, prvo prijateljstvo sklopljeno je 1964. godine a održava se putem gospodarske i kulturne suradnje i razmjene u sklopu programa "twinninga"

- Kansas City, program "twinninga" Projekta reforme lokalne samouprave iz 2004., Akcija o partnerstvu iz 2004. (pobratimstvo je još iz 1980-ih)

- Erzsébetváros (Budapest), Mađarska, Grad Karlovac i samouprava VII. okruga – Erzsebetvaros pobratimili su se 2008. godine i redovito organiziraju zajedničke aktivnosti, posebno aktivna je organizacija ljetnih kampova za djecu.

- Tauragė, Litva, Grad Karlovac je potpisao povelju o suradnji 2012. godine u sklopu projekta Comenius sa gradom Taurage.

- Vukovar – Grad Vukovar i Grad Karlovac službeno su postali gradovi prijatelji u studenom 2018. godine

- Tychy, Vojvodstva Šlezije u Poljskoj potpisivanjem pismo namjere suradnje u rujnu 2022. započeta je suradnja.

## Poznate osobe
Poznate osobe koje su se rodile, živjele i/ili radile u Karlovcu.
- Popis poznatih osoba iz Karlovca

## Zanimljivosti
U Karlovcu je sniman dio spota za pjesmu Earth Song američkog pjevača Michaela Jacksona 1995. godine.

## Vanjske poveznice
Mrežna mjesta
- Grad Karlovac, službeno mrežno mjesto
- Turistička zajednica grada Karlovca, službeno mrežno mjesto
- Josip Kraš Hrvatska tehnička enciklopedija, portal hrvatske tehničke baštine. LZMK